# Agrostis alpina
Agrostis alpina là một loài thực vật có hoa trong họ Hòa thảo. Loài này được Scop. mô tả khoa học đầu tiên năm 1771.